# 에두아르트 폰 레빈스키
에두아르트 율리우스 루트비히 폰 레빈스키(Eduard Julius Ludwig von Lewinski 1829년 1월 22일 ~ 1906년 9월 17일)는 프로이센 군의 장군이다. 독일군 야전원수 에리히 폰 만슈타인의 생물학적 아버지이다.